# Drill Dozer
Drill Dozer (スクリューブレイカー 轟振どりるれろ?, Sukuryū Bureikā Gōshin Dorirurero) è un videogioco d'azione sviluppato da Game Freak e pubblicato nel 2005 da Nintendo per Game Boy Advance. Commercializzato in America Settentrionale, il videogioco ha ricevuto nel 2015 una conversione per Wii U distribuita tramite Virtual Console.
La protagonista Jill compare anche nel videogioco Super Smash Bros. Brawl con il nome di Lucia.